# 祥成 (道光二十七年丁未科繙譯進士)
祥成（？年—？年），成都駐防蒙古正白旗人，道光二十七年繙譯進士。

## 生平
- 道光二十六年丙午科，中式繙譯舉人[1]
- 道光二十七年丁未科（1847年），中式繙譯進士[2]，授刑部主事，實錄館纂修，議敘知府銜直隷州知州[3]。